# Acid house
O Acid house é um estilo da música eletrônica sub-vertente da House music, que teve seus elementos misturados com um som pesado e graves fundos da caixa-de-ritmos Roland TR-808, e teve sua primeira aparição na década de 1980, no trabalho chamado Acid Traxx", dos produtores norte-americanos da cidade de Chicago DJ Pierre, Adonis, Farley Jackmaster Funk e Phuture (esse último levou o nome da música que virou clássico). O termo "acid" deriva da utilização do sintetizador de baixo Roland TB-303 (baixo transistorizado) que possui efeitos de filtros que reproduzem um "som ácido".
Esse estilo era exclusivamente um fenômeno de Chicago, mas em 1987[carece de fontes?] virou febre no Reino Unido e na Europa Continental, sendo muito tocado por Djs. O smiley (um sorriso dentro de uma bola amarela) virou emblema dos adeptos do acid house, sendo estampado em camisas. Em 1989, devido principalmente ao álbum Technique do grupo New Order e seu clube noturno, The Haçienda, o estilo teve seu auge, chegando ao mainstream mundial.
No começo da década de 1990 o estilo perdeu a força, mas deixou uma grande influência na Cultura popular, principalmente na Dance Music, considerando o grande número de faixas de música eletrônica que fazem referência a acid house com o uso de seus sons, incluindo trance, Goa Trance, psytrance, breakbeat, big beat, techno, trip-hop.

## Composições
Músicas do estilo consideradas marcantes:
- Pump up the Volume - M.a.r.r.s
- Love is Gone - David Guetta
- Fine Time - New Order
- Meet Every Situation Head on M.e.s.h - Jack The Tab
- The Only Way is Up - Yazz